# Ricardo Mello
Ricardo Mello es un extenista profesional brasileño nacido en Campinas el 21 de diciembre de 1980. Ha ganado un título ATP en la modalidad de singles. Su puesto más alto del ranking en individuales ha sido 50.º y en dobles 118.º, ambos en junio de 2005. Juega la Copa Davis para su país, habiendo debutado en 2004 con un triunfo frente a Marcel Felder cuando Brasil venció a Uruguay 3-2 de visitante.

## Títulos

### Individuales
Solo se citan los títulos ATP. Challengers y torneos menores no se encuentran listados.
| Leyenda                |
| Grand Slam (0)         |
| Tennis Masters Cup (0) |
| ATP Masters Series (0) |
| ATP Tour (1)           |

| N.º | Fecha                    | Torneo       | Superficie | Oponente en la final | Resultado  |
| --- | ------------------------ | ------------ | ---------- | -------------------- | ---------- |
| 1.  | 13 de septiembre de 2004 | Delray Beach | Dura       | Vincent Spadea       | 7-6(2) 6-3 |

### Clasificación en torneos del Grand Slam
| Torneo               | 2011 | 2010 | 2006 | 2005 | 2004 | Títulos |
| -------------------- | ---- | ---- | ---- | ---- | ---- | ------- |
| Abierto de Australia | 1r   | -    | 1r   | 2r   | 1r   | 0       |
| Roland Garros        |      | 1r   | -    | 1r   | 1r   | 0       |
| Wimbledon            |      | 1r   | -    | 1r   | -    | 0       |
| US Open              |      | -    | -    | 2r   | 3r   | 0       |

| Torneo               | 2006 | 2005 | 2004 | Títulos |
| -------------------- | ---- | ---- | ---- | ------- |
| Abierto de Australia | -    | 2r   | -    | 0       |
| Roland Garros        | -    | 2r   | -    | 0       |
| Wimbledon            | -    | 1r   | -    | 0       |
| US Open              | -    | -    | -    | 0       |
| Tennis Masters Cup   | -    | -    | -    | 0       |

### Challengers
| N.º | Fecha      | Torneo                              | Superficie    | Oponente en la final   | Resultado         |
| --- | ---------- | ----------------------------------- | ------------- | ---------------------- | ----------------- |
| 1.  | 02.07.2001 | Challenger de Campos do Jordão (1)  | Dura          | Alexandre Simoni       | 7-6(6) 4-6 7-6(5) |
| 2.  | 22.07.2002 | Challenger de Campos do Jordão (2)  | Dura          | Maximilian Abel        | 7-6(2) 6-3        |
| 3.  | 29.07.2002 | Challenger de Belo Horizonte        | Dura          | Alexandre Simoni       | 6-3 6-3           |
| 4.  | 17.11.2003 | Challenger de Puebla                | Dura          | Markus Hantschk        | 7-6(5) 6-4        |
| 5.  | 02.08.2004 | Challenger de Gramado               | Dura          | Janko Tipsarević       | 2-6 7-5 6-4       |
| 6.  | 03.01.2005 | Challenger de San Pablo (1)         | Dura          | Giovanni Lapentti      | 4-6 6-2 7-6(7)    |
| 7.  | 10.04.2006 | Challenger de Florianópolis         | Tierra batida | Diego Junqueira        | 6-3 5-7 7-6(4)    |
| 8.  | 24.07.2006 | Challenger de Campos do Jordão (3)  | Dura          | Ivo Klec               | 6-3 6-4           |
| 9.  | 05.01.2009 | Challenger de San Pablo (2)         | Dura          | Paul Capdeville        | 6-2 6-4           |
| 10. | 10.08.2009 | Challenger de Brasilia              | Dura          | Juan Ignacio Chela     | 7-6(2) 6-4        |
| 11. | 04.01.2010 | Challenger de San Pablo (3)         | Dura          | Eduardo Schwank        | 6-3 6-1           |
| 12. | 16.08.2010 | Challenger de Salvador de Bahía     | Dura          | Thiago Alves           | 5-7 6-4 6-4       |
| 13. | 09.01.2011 | Challenger de San Pablo (4)         | Dura          | Rafael Camilo          | 6-2 6-1           |
| 14. | 26.09.2011 | Challenger de Recife-1              | Dura          | Rogério Dutra Da Silva | 7-6(5), 6-3       |
| 15. | 24.10.2011 | Challenger de São José do Rio Preto | Tierra batida | Eduardo Schwank        | 6-4, 6-2          |